# ابتسام حسين
ابتسام حسين (19 نوفمبر 1953 - 10 مايو 1993)، ممثلة كويتية من أصل عراقي. وهي شقيقة الممثلة هدى حسين وسحر حسين.

## عن حياتها
درست في المعهد العالي للفنون المسرحية في الكويت، اشتهرت في مسلسل الأقدار بشخصية نجاة مع الفنانين عبد الحسين عبد الرضا وسعد الفرج، وبعد تحقيق النجاح بالمسلسل لم تستمر بمواصلة مشوارها الفني بل اعلنت اعتزالها وذلك بعد زفافها على «حسن المتروك» في 19 أكتوبر 1978.

### أسرتها
ولدت لأبوين عراقيين والدها كان يعمل في وزارة التعليم في العراق وتوفي وهي صغيرة في السن، تنتمي لأسرة فنية، حيث إن شقيقتها سعاد ممثلة ومذيعة أخبار في إذاعة الكويت، وشقيقتها نجاة كاتبة ومخرجة، وهدى ممثلة ومقدمة برامج، وسحر ممثلة ومذيعة في إذاعة وتلفزيون قطر، وشقيقاها عبد الكريم كاتب مسرحي وعلي حسين، كما إن زوج شقيقتها سعاد هو المسرحي فؤاد الشطي وأبنائهم يعملون أيضًا بالمجال الفني وهم أسامة وأحمد وأوس وهي متزوجة ولديها أبناء عمار ومقداد.

### الوفاة
توفيت مع ابنها مقداد في 10 مايو 1993 إثر حادث سير في الكويت.

## أعمالها

### في التلفزيون
| سنة الإنتاج | اسم المسلسل  |
| ----------- | ------------ |
| 1978        | الأقدار      |
| 1972        | شرباكة       |
| 1971        | أشواك الربيع |
| 1968        | الثمرة المرة |

### في المسرح
| سنة الإنتاج | المسرحية          |
| ----------- | ----------------- |
| 1972        | 1 2 3 4 بم        |
| 1970        | كاوبوي في الدبدبه |
| 1967        | انتخبوني          |

## روابط خارجية
- ابتسام حسين على موقع IMDb (الإنجليزية)
- ابتسام حسين على موقع قاعدة بيانات الأفلام العربية